# ピイナッツ -落華星-
『ピイナッツ -落華星-』（ピイナッツ らっかせい）は、三池崇史が監督し、オリジナルビデオとして1996年に公開された日本のアクションコメディ映画。

## あらすじ
正体不明のふたりのタフな男たち、星川竜次と落合京太郎は、競馬で一儲けしたが、自動車のセールスマンを装った百鬼会の構成員テツに、稼いだ金の一部を騙し取られる。年老いた魚屋の牧村は、百鬼会への賭博の借金が払えず、竜次と京太郎が運転する車の前に飛び出して自殺しようとしたが、間一髪で車は止まる。ふたりは百鬼会の賭博場を襲い、手に入れた金の大半を渡して牧村を助ける。こうして、主人公ふたりと百鬼会一家の間でトラブルが始まる。

## キャスト
おもな配役は次の通り。
- 竹内力 - 落合京太郎
- 前田耕陽 - 星川竜次
- 喜多嶋舞 - マリ
- 大竹一重 - アヤ
- 勝野洋 - 矢部
- 今井健二 - 黒金
- 梅津栄 - 牧村

## 後続作品
本作の続編として、同じくオリジナルビデオとして『新・ピイナッツ』（1997年）、『新・ピイナッツ2』（1998年）が制作され、いずれも佐々木正人が監督し、清水宏次朗と岸本祐二が主演した。
後には、『ピイナッツ -落華星-』を含む3作品をまとめたDVDボックスが発売されている。